# Mesothea oporaria
Mesothea oporaria là một loài bướm đêm trong họ Geometridae.